# 9th Prince
9 Prince (tên khai sinh là Terrance Hamlin) là một rapper, nhạc sĩ người Mỹ và là một trong những thành viên sáng lập của nhóm nhạc rap Killarmy. Ban đầu anh chịu trách nhiệm kết hợp các thành viên khác nhau lại với nhau, dưới sự hướng dẫn của anh trai mình. Anh đã phát hành album solo đầu tay Granddaddy Flow vào năm 2003. Anh là em trai của RZA. Anh có bí danh Madman & Iron Fingers, đặc biệt là trong các bản thu âm đầu tiên của mình. Cái tên 9th Prince được lấy từ bộ phim kung-fu Shaolin Prince. Anh đã thúc đẩy rất nhiều cho một album tái hợp với nhóm nhạc của mình, và giúp nhóm phát hành một album 'hit lớn nhất'.

## Danh sách đĩa hát

### Solo
- (2003) Grandaddy Flow
- (2008) Prince Of New York
- (2010) Revenge Of The 9th Prince
- (2010) One Man Army
- (2011) Salute The General EP
- (2018) The Madman's Revenge EP

### Cùng với Killarmy
- (1997) Silent Weapons for Quiet Wars
  - Singles: "Swinging Swords," "Camouflage Ninjas"/"Wake Up," "Wu-Renegades"/"Clash of the Titans"
- (1998) Dirty Weaponry
  - Singles: "Red Dawn"/"Where I Rest At," "The Shoot-Out"
- (2001) Fear, Love & War
  - Singles: "Street Monopoly"/"Monster," "Feel It"/"Militant," "Nonchalantly"
- (2011) Greatest Hits

### Vai trò khách
- Gravediggaz Goin' On (cùng với 9th Prince và Blue Raspberry) The Pick, the Sickle and the Shovel 1997
- RZA Fuck What You Think (cùng với 9th Prince và Islord) Bobby Digital In Stereo 1998
- Cilvaringz Valentine's Day Massacre (cùng với 9th Prince, 60 Second Assassin, Shabazz the Disciple và Blue Raspberry) I (Cilvaringz album) 2007
- RZA Number One Samurai (Afro Season II Outro) (trình diễn bởi 9th Prince) The RZA Presents: Afro Samurai Resurrection OST 2009
- Caper Lords of Mayhem (cùng với 9th Prince và shutterworth) Lords of Chaos 2017 [2]

## Video
- Sunz of Man || 12" Single || Soldiers of Darkness (kết hợp cùng Killarmy và các khách mời của Wu-Tang Clan || 1995 Wu-Tang Records)
- Killarmy || Silent Weapons for Quiet Wars || Swinging Swords Wake Up (kết hợp cùng Hell Razah, Prodigal Sunn và các khách mời của Wu-Tang Clan) Wu-Renegades (kết hợp cùng các khách mời của Wu-Tang Clan) || 1997 Loud/Priority/Wu-Tang Records
- Killarmy || Dirty Weaponry || The Shoot-Out (kết hợp cùng Rza) || 1998 Wu-Tang Records
- Killarmy || Fear, Love & War || Feel It || 2001